# جایزه ملی تئاتر
جایزه ملی تئاتر (اسپانیایی: Premio Nacional de Teatro‎) نام یک جایزهٔ فرهنگی است که متولیِ آن «وزارت فرهنگ» کشور اسپانیا است.
این جایزهٔ مهم در دههٔ ۴۰ میلادی پایه‌گذاری شد و همه‌ساله توسط «انیستیتو ملی هنرهای نمایشی و موسیقی» اهدا می‌شود.
جایزه ملی تئاتر معمولاً به «یک عمر فعالیت هنری اشخاص در زمینهٔ هنرهای نمایشی» یا «مشارکت برجسته جدید در حوزهٔ هنرهای نمایشی» تعلق می‌گیرد.

## برخی از برندگان
- ۲۰۱۲ - بلانکا پورتیو
- ۲۰۰۹ - ویکی پنیا[۱]
- ۲۰۰۷ - خوان مایورگا
- ۲۰۰۶ - ژوزف ماریا پو
- ۲۰۰۲ - خوزه لوئیس لوپس باسکس
- ۲۰۰۱ - فرناندو آرابال
- ۱۹۹۶ - آمپارو ریوه‌یس
- ۱۹۹۲ - مانوئل د بلاس
- ۱۹۹۰ - خوزه سانچیز سینیسترا
- ۱۹۸۸ - خوزه لوئیس گومز و خراردو برا
- ۱۹۸۶ - خوزه لوئیس آلونسو د سانتوس و آلفونسو ساستره
- ۱۹۸۵ - فرناندو فرنان گومز
- ۱۹۸۱ - رافائل آلبرتی و گیجرمو مارین
- ۱۹۷۸ - تئاتره لیوره
- ۱۹۷۰ - خولیا گوتی‌یرس کابا
- ۱۹۷۴ - آدولفو مارسیاک
- ۱۹۶۷ - خوزه ماریا پرادا
- ۱۹۶۲ - آئورورا ردوندو[۲]
- ۱۹۶۰ - خوزه بودالو
- ۱۹۵۷ - آنتونیو بوئرو بایخو
- ۱۹۵۲ - میگل میورا
- ۱۹۴۶ - انریکه خاردی‌یل پونثلا